# Стрибер, Уитли
Льюис Уитли Стрибер (англ. Louis Whitley Strieber; род. 13 июня 1945, Сан-Антонио, Техас) — американский писатель в жанре ужасов.

## Биография
Стрибер окончил Техасский университет в Остине в 1968 году, затем работал в рекламных компаниях в Нью-Йорке, дослужившись до поста вице-президента. В 1977 уволился, чтобы стать профессиональным писателем. Интересуется мистическими учениями Гурджиева и Успенского; цитирует их в своих книгах. Уитли Стрибер в настоящее время является практикующим католиком. 
В декабре 1985 года, по его утверждению, был похищен из собственного дома некими существами, «пришельцами» (the visitors), как их называет Стрибер (он не настаивает, что это были инопланетяне). На основе этого опыта Стрибер написал ряд книг, первая из которых, Контакт, стала бестселлером № 1 по версии газеты «Нью-Йорк Таймс» в 1987 году.
В 1998 году, по утверждению Стрибера, к нему в комнату отеля явился таинственный незнакомец, который стал читать ему лекции по разным предметам, от духовности до климата. Стрибер назвал его «Хозяин Ключа» (Master of the Key). Содержание этих бесед изложено в книге Стрибера Ключ (2001). Кроме того Стрибер утверждает, что идею его (совместной с А. Беллом) книги Грядущая всемирная сверхбуря (1999) о возможном внезапном похолодании тоже подсказал Хозяин Ключа. В 2004 году на основе этой книги был снят фильм «Послезавтра».
По книге Уитли Стрибера «Alien Hunter» (2013) в 2016 г. был снят SyFy тв-сериал «Охотники». Второй том этой серии, «Alien Hunter: Underworld», был опубликован в августе 2014 года.
В марте 2014 года Стрибер и его жена Анна (умерла в 2015 г.) опубликовали отчет о ее болезни под названием «Чудесное путешествие». Г-жа Стрибер пережила кровоизлияние в мозг в 2004 году, а в 2013 году прошла курс лечения от опухоли головного мозга.
Стрибер сотрудничал с религиоведом Джеффри Дж. Крипалом над "Super Natural: A New Vision of the Unexplained" в 2016 году, исследовании оккультизма, сверхъестественных переживаний и парапсихологии, в котором исследуется, «почему сверхъестественное - это не фантастика или вымысел, а жизненно важный и аутентичный аспект жизни. 
В сериале «Вавилон 5» есть инопланетная раса, которая названа Streibs в честь Уитли Стрибера.